# Crystal red-räka
Crystal red-räka (Caridina cf. cantonensis) är en räka i familjen Atyidae.

## Upptäckt
Caridina cf. cantonensis var. "Crystal red" är en akvarium räka framodlad i Japan med ursprung från sydöstra Asien. 1991 noterade Hisayasu Suzuki en röd mutation bland de svarta räkorna från avkomman Caridina sp. "Bee", även känd som Crystal Black. Efter att ha under ett par år selektivt försökt fött upp en riktigt röd mutation från de svarta vanliga Bee räkorna lyckades han. 1996 registrerade Hisayasu Crystal red-räkan som sitt varumärke.

## Skötsel
Crystal red-räkan är omtyckt och populär av både nybörjare och experter för dess unika röda och vita färgschema. Eftersom Crystal red-räkan är ett naturligt rovdjur så trivs den bland vegetation där den kan finna mat och skydd. Räkan brukar vanligtvis äta alger och andra restprodukter och låta friska växter vara, ofta för de inte är mjuka nog att kunna ätas. Att inkludera mossa bland vegetationen i akvariet är till fördel då det innehåller mycket mikroorganismer som räkan äter.
I vissa fall är akvarium för rena för att kunna producera naturlig föda som mikroorganismer, döda växter och exkrementer så då kan man själv se till att efterhålla med mat. Det är däremot viktigt att inte överföda då Crystal red-räkan är väldigt känslig. Man bör därför aldrig mata mer än vad de kan konsumera under ett par timmar, man bör även vara noggrann att ta bort ouppäten mat då det lätt kan skapa problem med vattnet.  Man kan mata dem en gång om dagen, helst med variation då Crystal red-räkan är en allätare. Man kan förse Crystal red-räkorna med till exempel var maltabletter, räkfoder, växtdelar, blodmask m.m.
Crystal red-räkan kräver lite mer skötsel än andra räkor då de är väldigt känsliga för ammoniak och nitrit. Man bör därför vara noggrann med vattenförändringar och hålla koll på vattenvärdet. Räkorna trivs som bäst i relativt surt- och mjukt vatten, helst ska vattnets temperatur ligga runt 16,5–24,5 ° C och med ett pH-värde runt 5,8–7,4. För att hålla koll på temperatur- och vattenvärdet bör man inskaffa vattenpump, helst med filter då räkorna annars lätt kan sugas upp, vattentestare och värmare för förhindra plötsliga temperaturskillnader. Akvariet behöver inte nödvändigtvis vara större än 19 liter men just att räkan är ganska känslig för vatten- och temperaturförändringar så kan det vara bra som nybörjare att ha ett större akvarium runt 38 liter då det underlättar skötseln.

## Gradering
Gemensamt har de samma rödvita färgschema, men mönstret på räkorna varierar beroende på vilken gradering de tillhör. Av Crystal red-räkan finns sju grader, desto högre upp på graderna ju mer exklusiva blir dom. Graderna är  C, B, A, S, S+, SS och SSS som högsta. C räkans färgschema består till mesta delen av rött och endast en liten del vitt. SSS räkan är till mesta delen vit och har ofta få röda fläckar runt huvudpartierna vilket samtidigt gör den till den mest exklusiva graderingen och dedikerade aveln. 